# Arminda brunneri
Arminda brunneri är en insektsart som beskrevs av Krauss 1892. Arminda brunneri ingår i släktet Arminda och familjen gräshoppor. IUCN kategoriserar arten globalt som livskraftig. Inga underarter finns listade i Catalogue of Life.